# Sidereus Nuncius

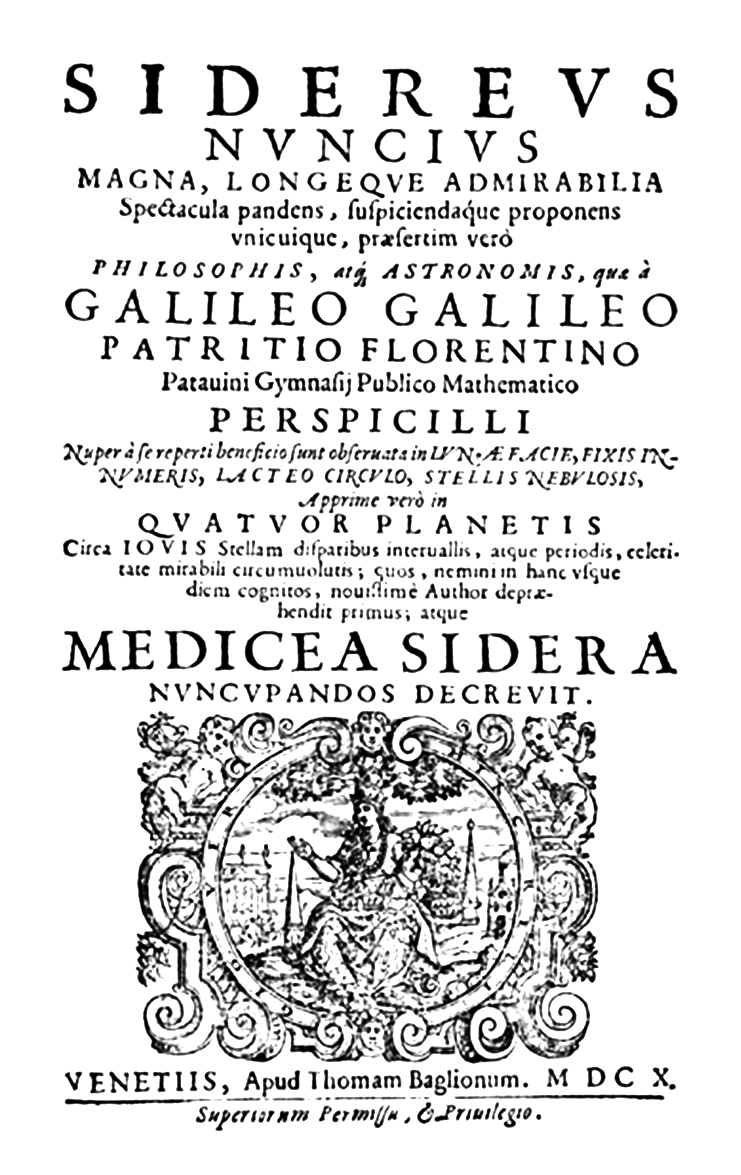
Capa de Sidereus Nuncius. Ver capas da Scientific American Brasil, Edição 85, e de "O Mensageiro das Estrelas" em http://www.dinap.com.br/site/imagem/sciam_jun09.jpg)

Sidereus Nuncius (conhecido como Mensageiro sideral, e também sob a acepção de Mensagem sideral) é um folheto de 24 páginas escrito em neolatim por Galileo Galilei e publicado em Veneza em Março de 1610.
Foi o primeiro tratado científico baseado em observações astronómicas realizadas com um telescópio. Contém os resultados das observações iniciais da Lua, das estrelas e das luas de Júpiter.
A sua publicação é considerada a origem da moderna astronomia e provocou o colapso da teoria geocêntrica.

## Galileu, o mensageiro das estrelas
Nas interpretações mais líricas Sidereus Nuncius é traduzido como "O Mensageiro das Estrelas", referindo-se ao papel de Galileu, embora ele considerasse o tratado como um "aviso sidereo". Uma tradução do tratado em português foi publicada pelo Museu de Astronomia e Ciências Afins, Brasil, em 1987, com o título "A Mensagem das estrelas". Esta versão foi reeditada pela Duetto Editorial em 2009, para a Scientific American Brasil.
O objectivo da obra era "dar a conhecer quatro planetas", nunca antes vistos, ao maior número de sábios. O Sidereus Nuncius é o primeiro relato da utilização do telescópio em astronomia de que há registro. Estudos recentes parecem indicar que Thomas Harriot (1560-1621), astrónomo inglês, usou o telescópio para observações da Lua cerca de 4 meses antes de Galileu.
Independente da paternidade do uso do telescópio em astronomia, o Sidereus Nuncius permanece um marco na história da ciência e, em particular, da astronomia. Para comemorar o quarto centenário das primeiras observações astronómicas utilizando o telescópio, 2009 foi designado Ano Internacional da Astronomia.
No tratado, Galileu relata o espanto e o deslumbramento crescentes que sentiu à medida que fazia as descobertas astronómicas com um óculo, por ele produzido e aperfeiçoado em 1609, capaz de fazer "as coisas vistas com dele parecerem quase mil vezes maiores e mais de trinta vezes mais próximas". A título de exemplo, veja-se como ele descreve a primeira visualização de três dos quatro planetas descobertos usando o seu melhor telescópio:
"Eis que no sétimo dia de Janeiro do presente ano de 1610, na primeira hora da noite, enquanto contemplava com o óculo os astros celestes, apareceu Júpiter. Dispondo, então, de um instrumento excelente, percebi (coisa que antes não me havia acontecido em absoluto pela debilidade de outro aparelho) que o acompanhavam três estrelinhas, pequeninas, ainda que claríssimas, as quais por mais que considerasse que eram do número das fixas, me produziram certa admiração, pois pareciam dispostas exactamente em linha recta paralela à eclíptica e também mais brilhantes que as outras de magnitude parecida".
Os avistamentos de Galileu podem ser visualizados em Luas  de Galileu e Júpiter (7 de Janeiro de  1620 e  2010).

## O corpo lunar
Para além de narrar a descoberta das quatro estrelas errantes, que considerou ser a descoberta mais surpreendente, a obra de Galileu descreve as observações da Lua e das estrelas fixas.
Das observações do corpo lunar, conclui que a superfície lunar apresenta montanhas idênticas às da Terra, e que há grande semelhança entre a Terra e a Lua. Esta descoberta pôs em causa um dos dogmas do pensamento dominante, a cosmologia aristotélica e o geocentrismo, que considerava a Terra o centro do Mundo, e advogava que a Lua e todos os astros para além dela eram esferas perfeitas.
A acuidade do seu juízo permitiu-lhe perceber também que a luminosidade da face da Lua não iluminada directamente pelo Sol, conhecida como luz cinzenta, se deve à luz solar reflectida pela superfície terrestre. A cosmologia aristotélica considerava que essa luminosidade tinha como fonte Vénus. Contudo, Galileu atribuiu, erradamente, atmosfera à Lua.

## A Via Láctea e as nebulosas
O relato de Galileu prossegue, descrevendo as suas observações com o óculo das estrelas fixas. Verifica que existe "uma numerosa grei de estrelas fixas que escapam à visão natural". Ficando surpreendido com a "incrível abundância". Ao mesmo tempo constata que os planetas apresentam globos precisamente delimitados como se fossem pequenas luas inundadas de luz, enquanto as estrelas nunca se veem limitadas por contornos circulares, tal com acontece quando vistas a olho nu.
Continuando a observação das estrelas fixas, desvenda a natureza e o carácter da Via Láctea, verificando que esta é um aglomerado de inúmeras estrelas reunidas em nuvens, algumas parecendo bastante grandes. Conclui que a brancura da Estrada de Santiago se deve a esses muitos aglomerados de estrelas. O espanto de Galileu aumentou quando verifica que as nebulosas são agregados de estrelas dispersas, cujas distâncias não permitem a sua individualização à vista desarmada.

## Os quatro satélites de Júpiter
A narração continua com a exposição da parte mais admirável do trabalho, nas próprias palavras de Galileu: a descoberta e a descrição minuciosa das posições e movimentos de quatro planetas nunca antes observados. Estes planetas são actualmente conhecidos como as luas de Galileu: Io, Europa, Ganímedes e Calisto, sendo Io a mais próxima e Calisto a mais afastada de Júpiter. O que mais impressiona na parte do texto dedicada às circunstâncias da descoberta e do estudo dos quatro satélites de Júpiter é a forma apaixonada como descreve as observações e o cuidado dos registros das posições, dos deslocamentos, e das mudanças relativas dos satélites e destes em relação a Júpiter e às estrelas fixas.
Noite após noite, durante quase dois meses, de 7 de Janeiro até ao dia 2 de Março de 1610, sempre que a limpidez do céu o permite, Galileu observa a região do céu em torno de Júpiter. Registra as posições e os movimentos dos novos planetas em conjunto com Júpiter. Verifica que tanto em longitude quanto em latitude os movimentos concordam exactamente com as tabelas astronómicas. Os registros minuciosos das posições e dos movimentos das quatro estrelas errantes permitem-lhe concluir que estas orbitam Júpiter, "a mais nobre de todas", e que em conjunto com todas realizam uma revolução "em torno de centro do Mundo, isto é, o Sol", em cada 12 anos.
Para Galileu, as revoluções dos novos planetas em torno de Júpiter são um argumento notável para eliminar as dúvidas daqueles que, aceitando genericamente o sistema heliocêntrico, mantêm algumas reservas por não compreenderem o carácter singular do movimento da Lua em torno da Terra, enquanto ambas descrevem o movimento em torno do Sol. Na opinião de Galileu, expressa no "Sidereus Nuncius", a existência de quatro planetas orbitando Júpiter, que por sua vez descrevem em conjunto revoluções em redor do Sol, retira o carácter particular do movimento da Lua em torno da Terra, abrindo caminho para a aceitação plena do heliocentrismo.

## O centro do Mundo
É a primeira manifestação pública de Galileu em favor do heliocentrismo, teoria proposta inicialmente por Aristarco de Samos (320 – 250 a.C.), o último astrónomo pitagórico, e o primeiro a usar o racionalismo científico, para afirmar que era o Sol, e não a Terra, o centro do Mundo.
Aristarco estava entre os que acreditavam que as estrelas fixas estavam em repouso e que era a Terra que girava em redor do seu próprio eixo. Determinou que o ano terrestre tinha 365,25 dias. Estes factos explicavam o movimento aparente das estrelas fixas, que nunca se distanciavam umas em relação às outras. Estimou, usando cálculos trigonométricos, que o Sol era, pelo menos, 7 vezes maior que a Terra. Como para ele não fazia sentido que um corpo grande girasse em torno de um mais pequeno, concluiu que todos planetas, inclusive o sistema Terra - Lua, giram em torno do Sol.
O heliocentrismo foi retomado no século XVI por Nicolau Copérnico (1473-1543), o último dos aristotélicos entre os grandes nomes da ciência, e o primeiro grande reformador da astronomia, após Cláudio Ptolomeu (90-168). Na obra "De Revolutionibus Orbium Coelestium", Copérnico retoma a tradição da astronomia matemática dos gregos para solucionar o problema do movimento irregular dos planetas.
Mais tarde Johannes Kepler (1571-1630) descobre as três leis fundamentais da Mecânica Celeste, abandonando a ideia das órbitas circulares. As suas observações levam-no a concluir que os planetas descrevem elipses em torno do Sol, ocupando este um dos focos das elipses.
Usando o seu óculo, Galileu viu o que nenhum homem observara antes dele. Através da acuidade do seu olhar e pensamento, chegou a um conjunto surpreendente de conclusões. As descobertas relatadas no "Sidereus Nuncius" provocaram, em simultâneo, enorme euforia e muita controvérsia, pois abalaram a visão do Mundo, apresentando um novo Universo ao homem.
Galileu que rompe com a concepção aristotélica do Universo, dando um impulso significativo ao movimento que retirará a Terra do centro do Mundo. A astronomia ganha argumentos físicos correctos, iniciando-se o processo de unificação entre a física celeste e a física terrestre. Fica na história como um divisor de águas no pensamento científico, lançando as bases de uma nova atitude científica que encontrou em Isaac Newton (1643-1727) um seguidor fervoroso.